# Головкін Сергій Олександрович
Сергíй Олексáндрович Голóвкін (рос. Сергей Александрович Головкин; 26 листопада 1959, Москва, РРФСР, СРСР — 2 серпня 1996, Москва, Російська Федерація) — радянський та російський серійний вбивця, педофіл, садист, жертвами якого за матеріалами суду стали 11 хлопчиків у період між 1986 і 1992 роками. Усі вбивства, за винятком першого, вчинені на території Одинцовського району Московської області. До арешту отримав широку популярність під прізвиськом «Фішер». Більшість злочинів скоїв у підвалі власного гаражу, де вкрай жорстоко катував, ґвалтував, вбивав своїх жертв та розчленовував їхні трупи. Засуджений до смертної кари і розстріляний у 1996 році.

## Біографія
Сергій Головкін народився 26 листопада 1959 року в Москві, з вродженим дефектом грудини.
Батько страждав на алкоголізм, а мати, за спогадами слідчого прокуратури, була тихою, звичайною жінкою. Батьки розлучилися 1988 року, коли сам Головкін вже здійснив кілька вбивств. 1969 року у Головкіна народилася сестра Наталія.
У дитинстві часто хворів на застуду, бронхіт, неодноразово виникали кишкові інфекції, ентерити, диспепсії. За характером був спокійним, замкнутим, сором'язливим, завжди віддавав перевагу іграм на самоті. Займався у деяких гуртках і секціях, але особливих результатів не досяг. Вчився добре, закінчив школу зі срібною медаллю. Страждав на енурез. За словами Головкіна, батько часто змушував його приймати холодний душ, через що той не любив митися, у результаті чого на його обличчі стали виникати вугрі. Крім того, батько сварив, бив сина за погані оцінки, принижував при інших людях. Також у Головкіна є двоюрідна сестра, яка страждала на шизофренію.
За спогадами однокласника Головкіна, рок-музиканта та лідера гурту «Крематорий» Армена Григоряна: «Сергій в старших класах був високий, міцний, при цьому сутулий і прищавий. Його зовсім не цікавили дівчата і взагалі щось інше».
Інший однокласник згадував: «Дівчатам подобалися хлопці добре одягнені і захоплені музикою. А він був сутулуватий, з прищами, і на нього ніхто уваги не звертав».
У віці 13 років почав багато палити, через що отримав прізвисько «Курець». Не цікавився протилежною статтю і навіть не намагався зустрічатися з жінками. У підлітковому віці почав проявляти садистські нахили до тварин: одного разу він задушив безпритульну кішку та зварив в каструлі рибок. Згодом почав мастурбувати, уявляючи, як він катує та вбиває своїх однокласників.
Згодом у Головкіна з'явився інтерес до коней, він неодноразово відвідував кінні заводи. Батьки не схвалили бажання сина працювати там, особливо батько, який після цього став ще більше цькувати сина.
У 1977 році вступив до Тимірязевської сільськогосподарської академії, яку закінчив 1982 року. Під час навчання був жорстоко побитий компанією хуліганів. На фоні цих переживань фантазування садистського характеру посилилися і завжди супроводжувалося актами мастурбації. Головкін уявляв, як розправляється з кривдниками, ґвалтує їх і вбиває. Під час садистських фантазій у Головкіна виробився образ ідеальної жертви — худенького, чорнявого хлопчика не старше 15 років, товариського, схильного до пошуку пригод.
Після закінчення академії він влаштувався працювати на іподром, потім зоотехніком на Московському кінному заводі № 1. Незважаючи на те, що до цього часу зовні став симпатичним або навіть красивим чоловіком, до жінок інтересу не проявляв.
11 грудня 1989 року, коли Головкін скоїв вже 3 вбивства, його нагородили срібною медаллю ВДНГ СРСР.

## Убивства

### Спроби вбивств
У 1982 році Головкін вирішив втілити свої збочені фантазії в реальність. Того ж року він спробував заманити у ліс 13-річного хлопчика, але той втік. Наступного разу він спробував накинутися на 14-річного підлітка, але і той злякався і втік.
Перший злочин скоїв 21 червня 1984 року. З 1982 року він неодноразово обстежував піонерський табір «Романтик». Побачивши за межами табору 14-річного підлітка Андрія Мініна, який залишив табір, щоб попалити, Головкін, погрожуючи ножем, повісив хлопчика на дереві, але пізніше зняв, вирішивши, що жертва померла. Однак хлопець вижив і місяць провів в лікарні. Також у нього залишився слід від мотузки на шиї. У 1993 році виживший упізнав Головкіна.
12 травня 1986 року, майже за місяць першого вбивства, Головкін вирішив вбити одного зі знайомих йому хлопців, який любив кататися на конях. Він вирішив заманити у ліс 14-річного Олега Паська, розповівши йому про скарб в лісі. Зустрівшись, Головкін зав'язав хлопцю очі та повів у ліс. Зв'язав йому ззаду руки, посадив на пінь та зібрався вбити, однак перед цим запитав у підлітка, чи розповідав він комусь про їхню зустріч. Підліток, запідозривши недобре, сказав, що про зустріч знає його матір. Головкін злякався, що зможе потрапити під підозру, тому визволив хлопця і вони разом пішли з лісу. Однак після цього випадку Головкін неодноразово пропонував Олегу піти з ним у ліс, але той відмовлявся. За декілька років вже дорослий Олег Пасько дав інтерв'ю журналістам про той випадок.
У період з 1987 по 1988 роки Головкін запрошував до себе в квартиру декількох підлітків до 16 років і пропонував їм спирт. Одного разу він спробував зґвалтувати 17-річного Ігоря, коли той спав у нього в ліжку. Однак підліток прокинувся і помітив, що Головкін лежить поруч із ним на ліжку голим і торкається його статевого члена. Оскільки Головкін перестав вбивати в лісі, він спробував здійснювати злочини у себе в квартирі.
У червні 1990 року, коли Головкін вже здійснив три убивства і мав готовий підвал в гаражі, він неодноразово намагався вбити знайомого йому хлопчика Романа. Одного разу вони вирішили пограбувати склад, але не вийшло, адже грабувати було нічого. Причина, за якою Головкін так і не вбив підлітка, невідома.

### Убивства

#### Початок серії вбивств. 1986 рік
Перше вбивство скоїв у квітні 1986 року. Вийшовши з електрички на станції Катуар Савеловського напрямку, пройшов в лісовий масив, де познайомився з 16-річним Андрієм Павловим, який того вечора пішов у ліс збирати березовий сік та зупинився попалити. Погрожуючи ножем, Головкін заманив хлопця у ліс, зґвалтував, задушив, перерізав горло бритвою та поглумився над трупом. Наступного дня труп Павлова знайшов його батько.
Друге вбивство здійснив 10 липня 1986 року. Підчатувавши у піонертаборі «Зоряний» (с. Угрюмово, Одинцовський район) 12-річного Андрія Гуляєва, Головкін, погрожуючи ножем, зв'язав його, відвів у ліс, зґвалтував, потім задушив. Далі він піддав труп різним маніпуляціям (відрізав статеві органи, голову, розрізав черевну порожнину, вилучив внутрішні органи). 12 липня безголове тіло знайшли грибники, а у декількох метрах, в кущах, зайшли голову.
За чотири дні після вбивства Гуляєва, в Одинцовському районі був знайдений труп 16-річного підлітка. На його тілі нарахували 35 колото-різаних ран. Труп був розчленований. Убитого упізнали як Гаськова, який вийшов на пробіжку і не повернувся. Пізніше Головкін не визнав своєї провини в даному епізоді, і він не фігурував в суді.
Спочатку вбивства підлітків в Одинцовському районі поєднали з серіями вбивств Андрія Чикатила, деякими жертвами якого також були хлопчики та підлітки. Лише у 1990 році, після арешту, виявилося, що Чикатило не причетний до вбивств в Одинцовському районі.

#### «Фішер»
У ході слідства на одному з допитів знайомий однієї з жертв розповів, як зустрів чоловіка, який представився Фішером і мав татуювання на правій руці у вигляді кинджала, обвитого змією, і напис «Фішер». Згодом з'ясувалося, що це була фантазія підлітка, проте слідство довго розробляло неправдиву зачіпку, і кличка «Фішер» міцно закріпилася за маніяком, чутки про якого почали швидко поширюватися Москвою і Підмосков'ям. Широкий резонанс змусив Головкіна на деякий час припинити вбивства, і з 1987 по 1988 роки він не здійснив жодного нападу або вбивства.
Пізніше Головкін сам представлявся жертвам Фішером.

#### Поява автомобіля і гаража
У 1988 році, після розлучення батьків, Головкін придбав автомобіль ВАЗ-2103 біжевого кольору і гараж. 23 вересня 1989 року він вирішив відвезти на машині та заманити в гараж якогось хлопчика. Того ж вечора, на станції Перхушково, він зустрів 10-річного Сергія Строчкина. Головкін запропонував хлопчику підвести його, на що той погодився. В один момент Головкін зупинив автомобіль та з погрозами змусив хлопчика залізти у багажник. Приїхавши до свого гаража, Головкін зґвалтував Сергія та повісив його. Далі розчленував труп та закопав його в лісі на 24-му кілометрі МКАД. Забрав у хлопчика наручний годинник «Слава», а складаний ніж залишив біля трупа. 26 липня 1990 року залишки Сергія були знайдені, а труп упізнаний за складаним ножем.
Навесні 1990 року, в своєму гаражі Головкін обладнав погріб, де з серпня 1990 року по вересень 1992 року вбив 8 підлітків 11-15 років, у тому числі двічі по декілька осіб відразу.
Згодом Головкін казав:

| У 1990 році я викопав погріб, де спочатку збирався зробити майстерню. Але згодом мені спало на думку використовувати погріб для скоєння статевих актів та злочинів. У серпні 1991 року, проїжджаючи на автомобілі повз с. Успенське, я побачив на автобусній зупинці хлопчика років десяти, який попросив мене зупинитися та підвести його до селища Горки-10. Обманним шляхом я завіз його у свій гараж, де в погребі скоїв з ним насильницькі розпусні дії в рот та задній отвір. Далі мене як замкнуло, і я не розумів своїх дій. Я вбив його (повісив), потім зняв шкіру і розчленував труп. Шкіру я засолив (сам не знаю, навіщо), далі частинами у два прийоми вивіз труп в ліс неподалік санаторія «Галявини» і там прикопав. |
| |

#### Продовження серії вбивств
11 серпня 1990 року Головкін повіз на машині, на тій же станції Перхушково, 15-річного Сергія Захаренкова, який вирішив піти у гості до своєї хрещеної. Головкін запропонував йому здійснити пограбування, від чого той категорично відмовився. Тоді Головкін попросив його допомогти в гаражі, на що той погодився. Заманивши жертву в погріб, Головкін почав його ґвалтувати, катувати, а в кінці повісив. Він став розчленовувати тіло, і паралельно вирішив спробувати на смак людське м'ясо. Відрізавши у трупа шматок м'яса та підсмаживши його паяльником, Головкін з'їв його, але смак йому не сподобався. Це була його перша спроба канібалізму. Забрав у вбитого годинник «Електронік». Закопавши залишки жертви у лісі (так і не знайшли), Головкін залишив собі череп жертви, щоб потім показувати його майбутнім жертвам, але вже за рік Головкін розбив череп молотком та викинув. 
У матеріалах кримінальної справи наводився опис цього епізоду: 

| Після декількох насильницьких статевих актів, Головкін зв'язав підлітку руки та задушив його, перекинувши мотузку з петлею через сходи сходів. Далі, переконавшись у смерті дитини, підвісив його за ноги на вроблений у стіну гак, відрізав ніс та вуха, відчленував голову, наніс безліч ударів ножем по тілу, вирізав внутрішні та статеві органи. За допомогою анатомічних ножей та сокири розчленував труп, вирізав м'які тканини, підсмажив їх на паяльній лампі та з'їв. Частини тіла, крім голови, вивіз в ліс та закопав. Відчленовану голову вбивця зберігав у гаражі. Він розкрив черепну коробку, підпалив паяльною лампою мозок, відсепарував м'які тканини, а у подальшому демонстрував череп Сергія іншим жертвам задля залякування. |
| |

6 листопада 1990 року Головкін заманив у підвал одразу двох — 14-річного Романа Дергачова та 11-річного Олексія Бурякова. Головкін зустрів їх на зупинці «Інститут». Хлопчики попросили чоловіка підвезти їх до воєнного містечка. На відміну від Строчкина та Захаренкова, ці двоє погодилися скоїти з Головкіним пограбування та залізли у багажник. Заманивши жертв в погріб, він назвав себе Фішером та демонстрував хлопчикам череп Захаренкова. Під час тортур він змушував обох займатися оральним сексом одного з одним. Першим він повісив молодшого, а далі старшого. Головкін змусив Дергачова вбити стілець з-під ніг Бурякова, погрожуючи, що у випадку відмови хлопчик опиниться на місці друга. Наступного дня вивіз і закопав розчленовані трупи в лісі. Забрав у вбитого Бурякова брелок від ключів автомобіля. 14 липня 1991 року залишки хлопчиків були знайдені.
22 серпня 1991 року Головкін заманив в погріб та вбив 13-річного Микиту Богданова, який приїхав з Пермської області в Горки-10 до бабусі. Маніяк зустрів хлопчика на зупинці в селі Успенське (Богданов приїхав туди на практикум, який проходив в Успенській середній школі), який попросив підвезти його до селища. Під час поїздки Головкін запропонував хлопчику здійснити пограбування, той погодився і заліз у багажник. На відміну від інших епізодів, Головкін не повісив хлопчика, а розкрив йому сонну артерію та наніс безліч ножових поранень на спині. Від таких поранень хлопчик помер. Головкін зідрав шкіру зі спини трупа та засолив її кормовою сіллю для коней. Вирізав на грудях підлітка нецензурне слово з трьох літер. Напіврозкладений труп знайшли неподалік кінного заводу, також біля засоленої шкіри знайшли жмут волосся вбитого минулого року Дергачова.
У ніч з 21 на 22 квітня 1992 року Головкін убив 14-річного Сергія Плюхіна, який попросив підвезти його до Ніколиної Гори. Спочатку маніяк не хотів його вбивати, оскільки юнак не підходив під образ його жертви, однак хлопець тієї ночі хотів пограбувати його. Він дістав складаний ніж та почав вимагати від Головкіна залишити водійське сидіння, але вбивця швидко знешкодив молодого злочинця та запропонував йому здійснити пограбування, на що той погодився. Заманивши юнака у погріб, Головкін довго його катував (душив поліетиленовою рукавичкою для запліднення коней, підпалював лобкове волосся паяльною лампою, смикав статевий член через обмотаний над ним шнур) та ґвалтував, а далі, як і інших жертв, повісив його. Хлопець вважався зниклим безвісти, доки Головкіна на упіймали.
14 вересня 1992 року Головкін зустрів трьох хлопчиків (Юрій Сидякін, Владислав Шаріков та Денис Єфремов), які грали на Білоруському вокзалі в ігрові автомати та запропонував їм пограбувати склад, на що вони погодилися. Наступного дня Головкін відвіз дітей та заманив їх в гараж. Представившись Фішером, він сказав хлопчикам, хто за ким буде убитий. У погребі Головкін катував їх 12 годин. Спочатку він повісив Сидякіна. Потім змусив Єфремова вибити табуретку з-під ніг Шарікова, також пригрозивши хлопчику вбити його замість друга. Потім маніяк змусив Єфремова дивитися, як він розчленовує труп Шарікова. Хлопчик, за словами маніяка, не кричав та спокійно дивився, лише інколи відвертався. Останнього Головкін катував та ґвалтував декілька годин, після чого повісив та пішов на роботу:

| Я сказав цим трьом, що разом з ними на моєму рахунку буде одинадцять хлопчиків, я встановив черговість, повідомивши дітям, хто за ким помиратиме. Ш. я розчленовував на очах у Є., при цьому показував внутрішні органи та давав анатомічні пояснення. Хлопчик все це пережив спокійно, без істерики, інколи тільки відвертався. |
| |

## Арешт, слідство, суд і страта
| «Вітаю, люба матусечко! Ось і вилізла назовні найстрашніша таємниця. Бачиш, яким я виявився мерзотником. Все почалося давно, ще у школі. Тоді це були тільки мрії, у міру виявлення можливостей, з'явилося бажання використовувати ці можливості. Та що заглиблюватись у подробиці, тобі вони, напевно, вже відомі. Я розумію, та й раніше розумів, скільки горя можу завдати тобі та всім рідним, але нічого не міг з собою вдіяти. Давай подумаємо про головне і розсудимо тверезо. Мені соромно. Соромно писати цього листа, соромно отримувати передачі. Я почуваюся як інопланетянин. У всіх є дружини, діти, кохані жінки. Можеш уявити, як можна перебувати в одному суспільстві з людьми, які мають таких же дітей, яких я вбивав... Я думаю, ти зі мною погодишся, такі злочини не прощаються, їх і не можна прощати. У мене зараз єдина надія на те, що визнають відхилення у здоров'ї, — це буде для мене хоч якась реабілітація. Якщо ні, то життя втрачає для мене подальший сенс, я все одно людина закінчена. Може, тобі краще відмовитися від мене. Мені страшно подумати, як ви житимете в оточенні тих же сусідів, з ділянкою я не знайомий. Якщо не відберуть, може, продасте її. Ну ось начебто і все. Ком до горла підкочує. Ну та що тепер казати. Поганим я був тобі сином, пробач мені, якщо зможеш. Цілую тебе міцно, твій люблячий син Сергій.» |
— стенограма листа Сергія Головкіна, який він написав своїй матері під час допиту.
Версію про маніяка взяли в розробку після вбивств в Дмитрівському та Одинцовському районах у 1986 році. Двічі слідчі відвідували Московський кінний завод № 1, де працював Головкін. Однак обидва рази вони так і не вийшли на Головкіна, московська прописка якого допомогла уникнути підозри (слідство припускало, що розшукуваний маніяк є місцевим).
Після знахідки у жовтні 1991 року залишків Богданова, 30 березня 1992 року була розпочата операція «Удав». 2 квітня керівником операції призначили слідчого Євгенія Бакіна, який також брав участь в операції з упіймання Андрія Чикатила «Лісосмуга». У той період у справі «Удава» взяли три епізоди — убивство Павлова, Гуляєва та Гаськова. 3 квітня Бакін поєднав убивства Строчкина, Дергачова, Бурякова та Богданова (тіло Захаренкова тоді не знайшли і хлопчик не фігурував як жертва маніяка).
5 жовтня 1992 року, за три тижні після вбивства, трупи останніх трьох жертв були знайдені грибниками. Установивши особи загиблих, слідчі відвідали школу, де ті навчалися. Один з однокласників під час допиту вказав на Сергія Головкіна як на людину, що підвозила його і трьох останніх, одночасно убитих хлопчиків 14 вересня 1992 року від станції Жайворонки. За його словами, Головкін в той вечір натякнув на можливість вчинення пограбування. Наступного день свідок не зміг поїхати з друзями в Москву, і маніяк, що чекав в машині поблизу станції, умовив трьох хлопчиків пограбувати кіоск, зовсім забувши, що за день до цього підвозив ще одного хлопчика.
За Головкіним організували стеження. 19 жовтня 1992 його затримали. На переїзді в Жайворонках в його машину навмисно в'їхали оперативники в цивільному, а поруч «випадково» опинилися співробітники ППС, котрі затримали фон та доставили до місцевого відділу міліції. Головкіна це було несподіванкою, однак на допиті він поводився спокійно і провину заперечував. Слідчі Костарев і Бакін вирішили відпустити Головкіна, встановивши при цьому за ним негласний нагляд. Але черговий міліціонер, Дорохов Євгеній Михайлович, порушивши наказ, посадив Головкіна в одиночну камеру. Ніч він провів на самоті, а вранці 20 жовтня попросився на допит і зізнався у вбивстві Сергія Плюхіна. Він зізнався у вбивстві лише цієї жертви, аби видати злочин за самозахист і не бути розкритим.
21 жовтня 1992 року Головкін привів слідчих до місця поховання Плюхіна. Того ж дня його гараж обшукали і, спустившись у підвал, виявили докази: дитячу ванночку зі згорілими шарами шкіри та крові, дві петлі, шприци, гаки, ножі, два паяльники, кільця, поліетиленові рукавички, вазелін та презервативи. Дізнавшись про обшук гаража, Головкін зізнався у вбивствах, після чого намагався накласти на себе руки.
Сергія Головкіна також запідозрили у вбивстві 16-річного Віталія Зайцева, який зник 2 січня 1989 року після того, як вийшов покататися на лижах. За деякий час труп хлопця знайшли в лісі. Але на той день у Головкіна було алібі. Лише у 1993 році виявилося, що Зайцева вбив інший підмосковний вбивця — Сергій Ряховський.
Головкін зізнався в 11 вбивствах і докладно показав слідчим місця вбивств та поховань. Однак слідчі запідозрили маніяка у причетності до 40 вбивств в Одинцовському районі. Після зізнань в 11 вбивствах Головкін перестав давати свідчення та зізнаватися в інших злочинах, хоча і не заперечував, що жертв у нього може бути більше. Зокрема Головкін заперечував свою причетність до вбивства 16-річного Олега Гаськова, яке так і залишилося нерозкритим. З 11 жертв не були знайдені залишки лише одного хлопця, вбитого у серпні 1990 року — Сергія Захаренкова, попри те, що Головкін розповів деталі вбивства та показав місце поховання підлітка. Під час слідства поводився спокійно, монотонно розповідав про вбивства, іноді жартував.
Перебуваючи в камері, Головкін відмовився від побачення з матір'ю, соромився, але написав їй листа (якого залишили в архівах документів, а матері маніяка віддали копію), де просив її продати гараж та машину. Проте 26 квітня 1993 року о п'ятій годині ранку гараж та машина Головкіна були спалені батьками загиблих підлітків. Підвал маніяка, де він катував і вбивав дітей, був закопаний землею. На місці, де стояв гараж, було створено стихійний бетонний меморіал на згадку про жертв Головкіна.
2 червня 1993 року Головкін пройшов обстеження в університеті ім. Сербського, де його визнали осудним, з ознаками шизоїдної психопатії: він повністю усвідомлював свої дії, боявся бути спійманим, робив перерви і детально уточнював деталі вбивств на допитах. Справа над Головкіним становила 95 томів. Суд над маніяком проходив з 22 серпня до 19 жовтня 1994 року. Суд проходив в закритому режимі, щоб «не завдавати болю родичам загиблих». Суддя не став зачитувати причини загибелі дітей, особливо види тортур та розчленувань, і коротко говорив, що «діти піддавалися тортурам та були вбиті». Андрій Мінін, єдиний, хто вижив після нападу Головкіна, був присутній на суді і давав свідчення суддям про напад маніяка на нього. Батьки та сестра Головкіна не прийшли на суд, побоюючись розправи з боку батьків та родичів загиблих. Адвокат Головкіна спробував будувати захист на позитивних характеристиках маніяка з місця навчання та роботи. Просив суддів пом'якшити підсудному долю. На останньому засіданні Головкін сказав, що не боїться смерті та просить розстрілу. Дослідивши обставини справи, суд визнав Сергія Головкіна винним у всіх пред'явлених 11 навмисних вбивствах з обтяжливими обставинами, а також у зґвалтуваннях та крадіжках особистого майна (маніяк присвоював гроші та речі вбитих підлітків). 19 жовтня 1994 року Сергій Головкін був засуджений судом до найвищої міри покарання — розстрілу.
Після оголошення вироку Головкін несподівано написав прохання про помилування. 26 листопада 1995 року, у 36-й день народження Головкіна, президент Росії Борис Єльцин відхилив його прохання (гараж маніяка знаходився за 500 метрів від дачі Єльцина). Дізнавшись про відмову, Головкін не відреагував і сприйняв свою неминучу долю спокійно.
Коли Головкін перебував у камері смертників, його неодноразово відвідувала матір, яка не відмовилася від сина. Лариса Костянтинівна Головкіна неодноразово запитувала про дату розстрілу її сина, але їй нічого не сказали. Сам же Головкін звертався до Бога, каючись у скоєному. Також потоваришував з іншим смертником, Борисом Голубовим (пізніше Голубов був помилуваний і у відношенні до нього смертна кара була замінена на довічне ув'язнення), який охарактеризував Головкін як тиху та приємну людину. В останньому інтерв'ю Головкін сказав наступне:

| Ну що я можу сказати? Попросити пробачення, звичайно, у тих, хто мене знав... Дуже я винен перед усіма... Все. |
| |

У 1996 році вирок було виконано в Бутирській в'язниці. Точна дата його страти невідома — це або 2 серпня 1996 року, або 2 вересня 1996 року. За деякими даними, Головкін став останнім страченим в Росії. Є свідчення, що всупереч суворій забороні, співробітники в'язниці заздалегідь повідомили йому дату і час розстрілу. Вже після страти Головкіна, 16 квітня 1997 року, в Росії запроваджено мораторій на страту.

## Перелік жертв
Сергій Головкін з 1986 по 1992 рік здійснив 11 доведених убивств хлопчиків і хлопців від 10 до 16 років. У 1984 році Головкін здійснив спробу вбивства підлітка в піонертаборі «Романтик». Також були епізоди домагань до дітей в квартирі Головкіна у 1987-1988 роках. Слідчі, які працювали зі справою «Удава», впевнені, що жертв у Фішера більше. З 1984 по 1992 рік в Одинцовському районі зникли 40 дітей (враховуючи 11 жертв Головкіна). За обвинувальним вироком Головкін здійснив 13 вбивств хлопчиків, однак два епізоди були виключені з вироку за недоведеність.
| Жертва                                                                        | Дата злочину     | Обставини злочину |
| ----------------------------------------------------------------------------- | ---------------- | --- |
| Андрій Мінін, 14 років                                                        | 21 червня 1984   | Головкін, приїхавши електричкою на станцію Голіцино, прогулювався лісом, де зустрів Андрія поблизу піонерського табору «Романтик». Хлопчик переліз через паркан, щоб попалити. У результаті короткого повішення на дереві вижив, але отримав інвалідність. Упізнав вбивцю 18 березня 1993 року. |
| Андрій Павлов, 16 років                                                       | 19 квітня 1986   | Приїхав у гості до бабусі та дідуся з Долгопрудного в Катуар. Головкін зустрів його в лісі, коли Андрій збирав березовий сік. Тіло знайдено батьком вбитого наступного дня. |
| Андрій Гуляєв, 14 років                                                       | 10 липня 1986    | Головкін приїхав електричкою на станцію Часцовська, звідки лісною дорогою, яка вела до дач, йшов до піонерсткого табору «Зірковий». Хлопчик залишив територію табору, щоб попалити. Труп знайдений 12 липня за 800 метрів від паркану табора. |
| Сергій Строчкін, 10 років                                                     | 23 вересня 1989  | Убивця підвіз машиною хлопчика, який стояв поблизу станції Перхушково. Сергій жив в Крюково і рухався додому. Але Головкін відвіз його в свій гараж в селищі Конезавода, де за роки затишшя обладнав підвал. Сергій став першою жертвою, яка була вбита в гаражі і одночасно наймолодшою. Залишки, обгризані тваринами, знайдені 26 липня 1990 року у невеликій ямі, за 350 метрів від Другого бетонного кільця, навпроти вказівника «Звенигородське лісництво». |
| Сергій Захаренков, 15 років                                                   | 11 серпня 1990   | Хлопчик приїхав з Балабаново Калузької області. Головкін підвіз його машиною, підібравши біля тієї ж станції Перхушково. Хлопчику потрібно було у військове містечко Одинцово-10, де жила його хрещена. Після вбивства Головкін зберіг його череп, який тримав в гаражі та використовував для залякування наступних жертв. Залишки так і не були знайдені. |
| Олексій Буряков, 11 років; Роман Дергачов, 14 років                           | 6 листопада 1990 | Маніяк підібрав хлопчиків біля автобусної зупинки «Інститут» на околиці селища Великі Вязьоми. Залишки були знайдені 14 липня 1991 року неподалік вказівника «Звенигородське лісництво». |
| Микита Богданов, 13 років                                                     | 22 серпня 1991   | Хлопчик приїхав з Пермської області. Після вбивства маніяк препарував шкіру та засолив її кормовою сіллю. Тіло знайдено 13 жовтня біля пансіоната «Лісні даличини», шкіра — біля санаторія «Галявини» (приблизно в 1 кілометрі одне від одного). На засоленій шкірі згодом було знайдено волосся, яке належить Роману Дергачову, який був вбитий раніше в гаражі Головкіна.                                                                                      |
| Сергій Плюхін, 14 років                                                       | 21 квітня 1992   | Убивця підібрав хлопчика біля поста ДАІ близько опівночі на шляху до селища Ніколіна Гора в ніч на 22 квітня. Залишки знайдені 21 жовтня в кілометрі від вказівника «Звенигородське лісництво» тільки після арешту Головкіна. |
| Юрій Сидякін, 12 років; Владислав Шаріков, 13 років; Денис Єфремов, 12 років. | 15 вересня 1992  | Два вечора поспіль Головкін підвозив хлопчиків, які їздили на Білоруський вокзал в зал ігрових автоматів, від автобусної зупинки Жайворонки у бік дому. Потрійне вбивство, яке розпочалося ввечері 15 вересня, розтягнулося до самого ранку. Перші залишки були знайдені 4 жовтня грибниками в лісі, неподалік станції Часцовська. |

## Цікаві факти
- Гараж Головкіна знаходився у 500 метрах від дачі першого Президента Росії Бориса Єльцина.
- Однокласником Головкіна був Армен Григорян, лідер гурту «Крематорий». Григоряна, як і інших однокласників Головкіна, після затримання маніяка викликали до прокуратури.
- За успіхи, досягнуті в розвитку конярства, 11 грудня 1989 року Головкін був нагороджений срібною медаллю ВДНГ СРСР. На момент нагородження Головкін здійснив три убивства.

## У масовій культурі
- «Кримінальна Росія» — «Справа Головкіна. Удав» (1995).
- ТБ МВС — «Нелюди» (1995).
- «Діагноз: Маніяк» (2004).
- «Легенди радянського розшуку» — «Учень Чикатила».
- «Документальний детектив» — «Удав».
- «Слідство вели...» — «Справа „Фішера“» (2011).
- «Засуджені довічно» — «Сповідь засудженого довічно».
- «Є тема» — «Мисливці за педофілами». 1 серія. (2012).
- «Цілком таємно» — «Маніяки» (2012).
- Серіал «Фішер» (2023).
- 10 лютого 2023 року психіатр Василь Бейнарович випустив документальний фільм, у якому наводяться раніше не опубліковані стенограми допиту маніяка.
- 23 березня 2023 року вийшов підкаст на платформі YouTube серії «Справи» на каналі «LABELSMART» під редакцією журналістки Саші Сулім.